# 1995年東京都知事選挙
1995年東京都知事選挙（1995ねんとうきょうとちじせんきょ）は、1995年（平成7年）4月9日に行われた東京都知事選挙である。
第13回統一地方選挙の一環として実施された。

## 概説
4期16年の長きにわたり東京都知事を務めた84歳の鈴木俊一が不出馬により勇退した。バブル景気の好況に乗り、鈴木が推進してきた箱物行政の象徴的存在である世界都市博覧会、東京臨海副都心開発の処遇が大きな焦点になった。
当時の都議会のオール与党体制に不満を持つ勢力は、前の島根県出雲市長で、ユニークな行政手腕の評価が高かった岩國哲人を擁立した。また、マッキンゼー・アンド・カンパニー出身の経営コンサルタントで、平成維新の会を立ち上げたばかりの大前研一も「新・薩長連合」をスローガンに掲げて立候補した。
続いて、自民・社会・公明・自連が推薦し、さきがけが支持する石原信雄が、東京都知事選では史上初のオール与党相乗りで立候補した。石原は鈴木同様自治省出身で内閣官房副長官を務めた経験があり、鈴木都政の継承を掲げた。あらゆる面において最有力候補と見做されうる人物だったが、阪神・淡路大震災などの影響で官房副長官退官が2月までずれ込み、正式な出馬表明は告示16日前という慌ただしさで、中央政界・官界では名前が知られていても一般都民への知名度で劣る点を最後まで払拭出来なかった。
そこへ「世界都市博覧会中止・東京臨海副都心開発見直し」「破綻した2信組の救済反対」を掲げ、青島幸男が無党派を標榜して出馬。告示の13日前だったが、高い知名度を生かした選挙戦を展開した。
一方、1990年代に入り退潮傾向に歯止めのかからない革新勢力は日本共産党、翌年に社会党を離党し新社会党を結党する社会党左派が、早稲田大学法学部名誉教授で弁護士の黒木三郎を擁立した。一方、元NHK記者で知名度の高い上田哲も、市民参加型行政への転換を掲げ、社会党の一部の支持を受けて出馬し、セクト化が目立った。
戦後一貫して都知事選の常連だった右翼諸派候補は、特殊株主への利益供与を禁じた商法改正、宿敵ソ連の崩壊に続き、各右翼団体の最大のパトロンだった笹川良一（国際勝共連合元名誉会長）の死去が痛手になり、全員姿を消した。

## 選挙活動

### 立候補者
8名、届け出順。
| 候補者名                       | 年齢 | 新旧 | 党派                         | 党派                                                  | 肩書                                |
| 候補者名                       | 年齢 | 新旧 | 公認                         | 推薦・支持他                                          | 肩書                                |
| ------------------------------ | ---- | ---- | ---------------------------- | ----------------------------------------------------- | ----------------------------------- |
| 大前研一 （おおまえ けんいち） | 52   | 新   | 無所属                       |                                                       | 平成維新の会代表 経営コンサルタント |
| 岩國哲人 （いわくに てつんど） | 58   | 新   | 無所属                       | 東京都民党 推薦                                       | 元出雲市長                          |
| 山口節生 （やまぐち せつお）   | 45   | 新   | 無所属                       |                                                       | 不動産鑑定士                        |
| 上田哲 （うえだ てつ）         | 67   | 新   | 無所属                       | 社会党の一部                                          | 元衆議院議員 労働組合委員長         |
| 石原信雄 （いしはら のぶお）   | 68   | 新   | 無所属                       | 自民党、社会党、公明、自由連合 推薦 新党さきがけ 支持 | 元内閣官房副長官 自治省次官         |
| 青島幸男 （あおしま ゆきお）   | 62   | 新   | 無所属                       |                                                       | 元二院クラブ代表 作家               |
| 目片文子 （めかた ふみこ）     | 49   | 新   | 国立大学の裏口入学をなくす会 |                                                       | 団体役員                            |
| 黒木三郎 （くろき さぶろう）   | 73   | 新   | 無所属                       | 共産党 推薦 社会党の一部                              | 早稲田大学名誉教授 弁護士           |

## 選挙結果

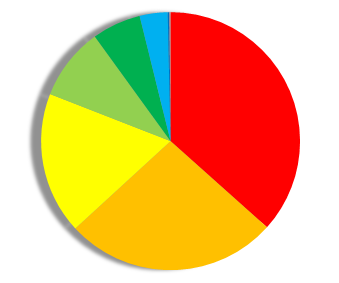
各候補の得票率（得票数の多かった順）

投票率は50.67%で、前回の51.56%を僅かに下回った（前回比 -0.89%）
オール与党相乗りで立候補し、前知事・鈴木の後継として立候補していた石原の当選が有力視されていた中で、無党派を掲げていた青島が他の有力候補を退けて勝利した。石原は知名度の低さと出馬表明の遅れが最後まで響いた。
この統一地方選挙では、同様に元参議院議員（青島と同期）で無党派を掲げる横山ノックも大阪府知事に当選し、投票率の向上もあって「無党派層」に注目が集まり、同年の流行語大賞にも「無党派」がノミネートされた。

### 候補者別得票数
※当日有権者数：人 最終投票率：50.67%（前回比： 0.89pts）
| 候補者名 | 年齢 | 所属党派                     | 新旧別 | 得票数      | 得票率 | 推薦・支持                                                  |
| -------- | ---- | ---------------------------- | ------ | ----------- | ------ | ----------------------------------------------------------- |
| 青島幸男 | 62   | 無所属                       | 新     | 1,700,993票 | 36.60% |                                                             |
| 石原信雄 | 68   | 無所属                       | 新     | 1,235,498票 | 26.59% | 自由民主党、日本社会党、自由連合、公明推薦 新党さきがけ支持 |
| 岩国哲人 | 58   | 無所属                       | 新     | 824,385票   | 17.74% | 東京都民党 推薦                                             |
| 大前研一 | 52   | 無所属                       | 新     | 422,609票   | 9.09%  |                                                             |
| 黒木三郎 | 73   | 無所属                       | 新     | 284,387票   | 6.12%  | 日本共産党 推薦                                             |
| 上田哲   | 67   | 無所属                       | 新     | 162,710票   | 3.50%  |                                                             |
| 目方文子 | 49   | 国立大学の裏口入学をなくす会 | 新     | 10,142票    | 0.22%  | なし                                                        |
| 山口節生 | 45   | 無所属                       | 新     | 6,579票     | 0.14%  | なし                                                        |